# Il Circolo Pickwick

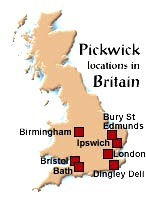
I luoghi attraversati dal Circolo Pickwick.

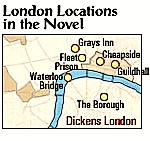
Mappa dei luoghi londinesi del Circolo Pickwick.

Il Circolo Pickwick (The Posthumous Papers of the Pickwick Club, abbreviato in The Pickwick Papers, 1836) fu il primo romanzo dello scrittore britannico Charles Dickens. Viene considerato uno dei capolavori della letteratura britannica.
Il romanzo fu pubblicato a fascicoli, come molte altre opere dell'epoca, sia di Dickens che di altri autori. La pubblicazione dei fascicoli divenne, secondo Oreste Del Buono e altre fonti, una sorta di evento: nelle famiglie, nei cortili, si aspettava che chi ne aveva i mezzi comperasse il fascicolo e lo leggesse a chi non ne aveva la possibilità.
Dickens, con umorismo e sagacia, inventa un ritratto eccentrico e nostalgico di un'Inghilterra umana e cordiale, immagine che verrà capovolta nei successivi romanzi, più drammatici, che rappresenteranno invece tutto il cinismo della società del suo tempo.

## Storia editoriale
Il Circolo Pickwick fu pubblicato in 19 puntate distribuite in 20 mesi; l'ultimo fascicolo fu di doppia lunghezza e costò due scellini, perché Dickens era in lutto per sua cognata, Mary Hogarth, e mancò il numero del maggio 1837. I fascicoli venivano solitamente pubblicati alla fine del mese. L'ultimo numero raggiunse la vendita di quarantamila copie, assicurando un immenso successo e una notevole rendita finanziaria allo scrittore venticinquenne.
Nel 1836 venne proposto a Dickens di scrivere i testi per una serie di vignette sportive di Robert Seymour. Dickens riuscì a rovesciare il rapporto e a rendere la vignetta vicaria della narrazione, montata sullo schema del romanzo picaresco e ispirata alla tradizione settecentesca del comico. Essendo il primo romanzo dell'autore, Il Circolo Pickwick ebbe una storia alquanto tormentata: i primi due numeri comprendevano quattro illustrazioni di Robert Seymour e 24 pagine di testo; dopo il suicidio del disegnatore, quest'ultimo fu sostituito da Robert William Buss per il terzo fascicolo e la composizione dei numeri fu cambiata in due illustrazioni e 32 pagine di testo ognuno. Tuttavia, Buss non piacque e fu così sostituito a sua volta da Hablot Knight Browne per il quarto fascicolo; egli continuò a lavorare per l'autore per ben 23 anni. Il libro fu così popolare che molti altri artisti continuarono a creare disegni per esso senza il permesso dell'autore.
| Numero | Data           | Capitoli |
| ------ | -------------- | -------- |
| I      | marzo 1836     | 1-2      |
| II     | aprile 1836    | 3-5      |
| III    | maggio 1836    | 6-8      |
| IV     | giugno 1836    | 9-11     |
| V      | luglio 1836    | 12-14    |
| VI     | agosto 1836    | 15-17    |
| VII    | settembre 1836 | 18-20    |
| VIII   | ottobre 1836   | 21-23    |
| IX     | novembre 1836  | 24-26    |
| X      | dicembre 1836  | 27-28    |
| XI     | gennaio 1837   | 29-31    |
| XII    | febbraio 1837  | 32-33    |
| XIII   | marzo 1837     | 34-36    |
| XIV    | aprile 1837    | 37-39    |
| XV     | giugno 1837    | 40-42    |
| XVI    | luglio 1837    | 43-45    |
| XVII   | agosto 1837    | 46-48    |
| XVIII  | settembre 1837 | 49-51    |
| XIX-XX | ottobre 1837   | 52-57    |

## Trama

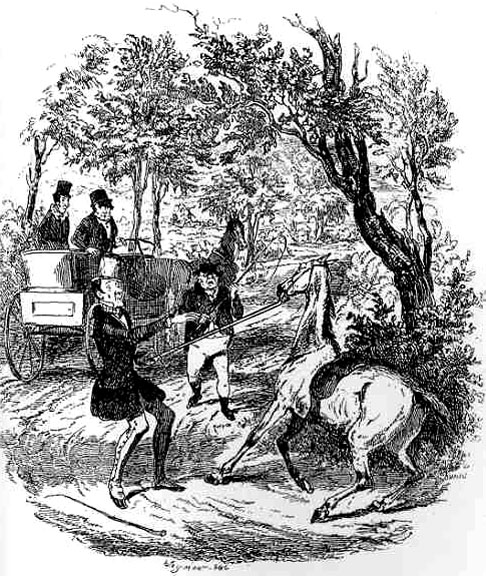
Illustrazione (1836) di Robert Seymour per il 2º capitolo del romanzo, intitolata Mr. Winkle Soothes the Refractory Steed.

L'opera vuole essere un resoconto dei viaggi che il signor Samuel Pickwick, fondatore del Circolo Pickwick, inizia nel maggio 1827 assieme agli amici Nathaniel Winkle, Augustus Snodgrass e Tracy Tupman, attraverso l'Inghilterra con l'intenzione di descriverne gli abitanti, tra situazioni paradossali e personaggi bizzarri.
Fin dall'inizio delle loro avventure il gruppetto viene notato da Alfred Jingle e dal suo domestico Job Trotter, due abili delinquenti che non faticano a ingannare e a mettere nei guai l'anziano gentiluomo e i suoi compagni. L'episodio principale del romanzo è tuttavia quello dell'incontro con Mr. Wardle, un gioviale e ricco gentiluomo di campagna, che i viaggiatori incontrano durante una gita e di cui diventano buoni amici; torneranno a trovarlo più volte nel corso del racconto e anche lui avrà occasione di recarsi a Londra.
Durante un episodio di caccia con Wardle, Pickwick si arrabbia con Winkle, che, pur vantandosi della sua abilità col fucile, fa partire un colpo che sfiora un braccio di Tupman, fortunatamente senza gravi complicazioni. Nel corso di tutte queste visite nascono anche degli amori: Snodgrass si innamora della figlia di Wardle, Emily, Winkle si invaghisce di Arabella, un'amica di Emily, e Tupman della sorella di lui, una signora nubile di nome Rachael. Tuttavia, Jingle decide di farle la corte con un inganno e la convince a sposarlo fuggendo con lei; Pickwick e Wardle scoprono il loro nascondiglio e pagano il furfante per abbandonare la signora: egli acconsente volentieri e senza alcun rimorso, dato che la voleva sposare unicamente per la dote. In questo frangente Pickwick fa la conoscenza di Sam Weller, un onesto lustrascarpe che diventa suo domestico e, in breve, anche un suo grande amico.
Altro episodio significativo è la causa legale mossa a Pickwick per mancata promessa di matrimonio dalla sua padrona di casa, Miss Bardle, a causa di un equivoco e che si conclude con la condanna ad un risarcimento, nonostante la testimonianza di Winkle, che viene "gabbato" e messo in difficoltà da uno degli avvocati della signora. Pickwick però rifiuta di pagare, non per avarizia ma perché ritiene ingiusta la pena, e di conseguenza viene rinchiuso nella prigione per debitori della Marshalsea, dove fra l'altro incontra Jingle e Trotter quasi irriconoscibili, tanto erano miserande le loro condizioni. Pickwick riesce infine ad uscire di prigione a testa alta, e tutto si conclude al meglio: hanno luogo i matrimoni tra le coppie che si sono formate nel corso del romanzo e tra Sam e la cameriera Mary; così che Pickwick, chiuso il Circolo omonimo, vive felicemente coi suoi compagni.

## Personaggi

### Protagonisti

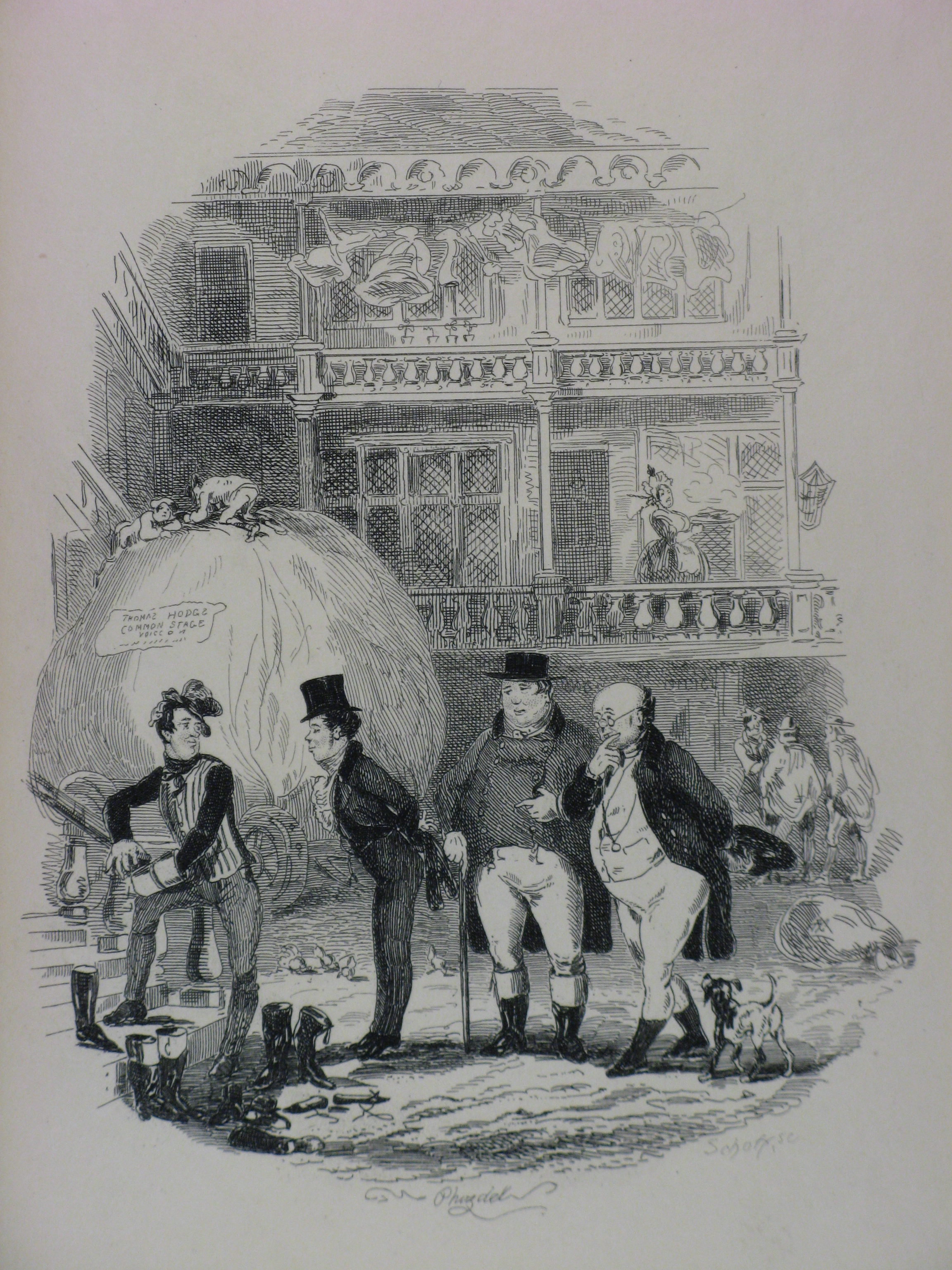
Mr. Pickwick conosce il suo futuro servitore, Sam Weller

- Samuel Pickwick: protagonista del romanzo, anziano uomo corpulento e gioviale, fondatore del Circolo Pickwick.
- Augustus Snodgrass: membro del Circolo, si diletta con la poesia; sposa Emily, la figlia di Mr. Wardle.
- Nathaniel Winkle: membro del Circolo, è un maldestro personaggio che si ritiene a torto un asso negli sport; sposa Arabella Allen, amica di Emily Wardle.
- Tracy Tupman: membro del Circolo, è un attempato e rotondo gentiluomo piuttosto donnaiolo nonostante l'età; innamoratosi di Rachael Wardle, non la sposa perché questa fugge con Alfred Jingle.
- Sam Weller: onesto giovane, prima lustrascarpe presso una locanda, poi domestico fedele di Mr. Pickwick, ha un grande senso dell'umorismo; alla fine del romanzo sposa Mary, una graziosa cameriera. Il padre lo chiama anche Samuel e Sammy.
- Tony Weller: cocchiere, è il padre di Sam.
- Alfred Jingle: truffatore, inganna più volte Mr. Pickwick e i suoi amici, arrivando a fuggire con Miss Rachael Wardle; rinchiuso nella prigione di Fleet, malato e poverissimo, ormai quasi incapace di camminare, desta la compassione di Mr. Pickwick, che lo incontra quando anch'egli vi è rinchiuso.

### Altri personaggi

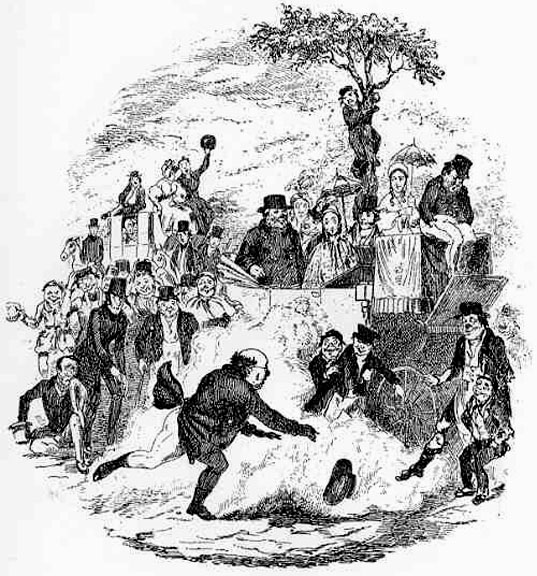
Illustrazione (1836) di Robert Seymour per il 2º capitolo del romanzo, intitolata Mr. Pickwick in Chase of his Hat, Mr. Pickwick alla caccia del suo cappello

- Mr. Wardle: gioviale gentiluomo di campagna, ospita più volte i membri del Circolo Pickwick nella sua fattoria a Dingley Dell.
- Emily Wardle: figlia di Mr. Wardle, sposa Mr. Snodgrass.
- Isabella Wardle: sorella di Emily, sposa Mr. Trundle.
- Rachael Wardle: sorella di Mr. Wardle, prima corteggiata da Tracy Tupman e poi da Alfred Jingle, che la rapisce per interesse e l'abbandona.
- Mr. Trundle: corteggiatore di Isabella Wardle e poi suo sposo.
- Arabella Allen: amica di Emily Wardle e sorella di Ben Allen, sposa Mr. Winkle.
- Joe: cocchiere e servitore di Mr. Wardle. Anche detto il “ragazzo grasso”, mangia di continuo e si addormenta in qualunque situazione e a ogni ora del giorno. Solo due volte, nel cap. VIII e nel cap. LIV, è nominato Joseph.
- Benjamin “Ben” Allen: studente di medicina e fratello di Arabella.
- Robert “Bob” Sawyer: compagno di studi di Ben Allen.
- Job Trotter: domestico di Alfred Jingle, delinquente al pari del padrone, sfoggia una divisa di colore rosso lampone.
- Mary: graziosa domestica, sposa Sam Weller.
- Mrs. Martha Bardle: padrona di casa di Pickwick, gli muove causa legale per mancata promessa di matrimonio.
- Mr. Perker: prima avvocato di Mr. Wardle e poi avvocato di Mr. Pickwick nella causa "Bardle contro Pickwick".
- Dodson and Fogg: gli avvocati senza scrupoli che prendono in carico la causa di Mrs. Bardle contro Mr. Pickwik.

## Disseminazioni
- Il cocchiere di Mr. Wardle, Joe, continuamente preda del sonno, divenne così famoso da determinare il nome della Sindrome delle apnee ostruttive nel sonno, chiamata ancora nel ventunesimo secolo "Sindrome di Pickwick".
- Il personaggio Sam Weller è solito coniare battute del cui effetto comico fa parte integrante l'immaginario dicitore (un esempio di questo tipo di umorismo può essere la frase "non so se mi spiego, come disse il paracadute"); questo tipo di battuta è definito appunto "wellerismo" in onore al personaggio.

## Edizioni italiane
- trad. di Federigo Verdinois, in «Corriere del Mattino», dal 20 gennaio al 31 dicembre 1880; Ottino, Milano, 1881; Milano, Treves, 1904
- trad. di E. Sannio, Società editrice Insubria, 1906
- trad. di E. Moreni, La casa d'Aldo, 1911
- trad. di Silvio Spaventa Filippi, Battistelli, 1923; La nuova Italia, 1928; Sonzogno, 1930; Gherardo Casini, 1954 (con introduzione di Carlo Izzo); Rusconi Libri, 2007
- trad. di Gian Dàuli, Modernissima, 1932; Aurora, 1936; Lucchi, 1968
- trad. di Zoe Lampronti, Bietti, 1938
- trad. di Ugo Dettore, Milano, Bianchi-Giovini, 1943; Milano, Mursia, 1966 (a cura di Felicina Rota); Milano, Garzanti, 1973 (con introduzione di Piergiorgio Bellocchio)
- trad. di Augusto C. Dauphiné, Milano, Rizzoli, 1946; BUR, 1957; 2002 (con introduzione di Marisa Sestito)
- trad. e riduzione di Rita Mortara, Torino, Paravia, 1956 (col titolo Pickwick e soci)
- trad. di Maria Franceschini Peperle, Torino, UTET, 2 voll. (col titolo Documenti postumi del Circolo Pickwick), 1958 (con introduzione di Marcello Pagnini)
- trad. di Bruno Paltrinieri, Milano, Fabbri, 1958 (edizione ridotta per ragazzi)
- trad. di Renato Ferrari, Novara, De Agostini, 1963; Edizioni per il Club del Libro, 1963
- a cura di Lodovico Terzi, Collezione Classici, Milano, Adelphi, 1965 (con illustrazioni di Robert Seymour e Phiz); Milano, Oscar Mondadori, 1971; Bompiani, 1985; Collana Gli Adelphi, 1997
- trad. di Paola Benedetti, Forum, 1965 (con guida alla lettura di Fausto Frati)
- trad. di Luigi Viganò, Milano, Mursia, 1965 (edizione ridotta per ragazzi)
- a cura di Elena Vita-Finzi, Malipiero, 1966 (edizione ridotta)
- a cura di Ester Piazza, La Sorgente, 1967 (edizione ridotta)
- a cura di Bianca Rossi, La Torre, 1967 (edizione ridotta); O. Barjes, 1969 (edizione ridotta)
- a cura di Ada Marchesini Gobetti, Firenze, La nuova Italia, 1968 (edizione ridotta)
- trad. di Henry Furst, Tumminelli, 1968
- trad. di Cristina Vignetti, Firenze, Le Monnier, 1968 (a cura di Mansueto Lombardi-Lotti)
- trad. di Valentina Bianconcini, Bologna, Capitol, 1969 (edizione ridotta)
- trad. di Frida Ballini, Paoline, 1972; Milano, Arnoldo Mondadori Editore, 1997 (con introduzione di Gilbert Keith Chesterton)
- trad. di Maria D'Albora Calabrese, Ferraro, 1982 (edizione ridotta)
- trad. di Sergio Mancini, Milano, Aldo Peruzzo Editore, 1986
- trad. di Gianna Lonza, Milano, Garzanti, 1990.
- trad. a cura della Coop. sociale "A prima vista", 2002. (testo in braille)
- trad. di Riccardo Reim, Roma, Newton Compton, 2006
- trad. di Domenico Mantini, Milano, Dalai, 2011
- trad. di Alessandro Ceni, Milano, Feltrinelli, 2016
- trad. di Marco Rossari, Torino, Einaudi, 2017.
- trad. di Livio Crescenzi, Fidenza, Mattioli 1885, 2022, ISBN 978-88-6261-831-1.

## Adattamenti
- Nel 1952 esce The Pickwick Papers film diretto da Noel Langley.
- In Italia la Rai mandò in onda nel 1968 una fortunata trasposizione televisiva del Circolo Pickwick in sei puntate, per la regia di Ugo Gregoretti, con Mario Pisu, Gigi Proietti, Enzo Cerusico, Leopoldo Trieste, Gigi Ballista.
- In Gran Bretagna, nel 1985 è andata in onda una versione televisiva in 12 puntate, prodotta dalla BBC e adattata da Constance Cox.
- Il circolo Pickwick, riduzione radiofonica di Radio 3 Rai[collegamento interrotto] (Il Terzo Anello - Ad alta voce): 20 puntate, formato. ram

## Omaggi
- Su Topolino numero 2965, pubblicato il 19 settembre 2012, c'era un albo a fumetti parodia del romanzo, con il titolo Il circolo Picquack su testi di Marco Bosco e disegni di Marco Mazzarello. La copertina di Topolino è stata dedicata all'avvenimento.